# District de Boudry
Pour les articles homonymes, voir Boudry (homonymie).
Le district de Boudry est un ancien district suisse, situé dans le canton de Neuchâtel. Il comptait 12 communes.

## Histoire
Dans le cadre de la réforme des institutions cantonales adoptée par référendum le 24 septembre 2017, et l'instauration d'une circonscription électorale unique, le district est supprimé le 1er janvier 2018 ; son rôle de découpage statistique est repris par la région Littoral, incluant aussi le district de Neuchâtel,,.

## Communes
Voici la liste des communes qui composaient le district avec, pour chacune, sa population.
| Nom                    | N° OFS | Population (décembre 2022) |
| ---------------------- | ------ | -------------------------- |
| Bevaix                 | 6402   | +003 784,                  |
| Boudry                 | 6404   | +006 267,                  |
| Corcelles-Cormondrèche | 6407   | +004 794,                  |
| Cortaillod             | 6408   | +004 707,                  |
| Fresens                | 6409   | +000252,                   |
| Gorgier                | 6410   | +002 021,                  |
| Milvignes              | 6416   | +009 217,                  |
| Montalchez             | 6411   | +000240,                   |
| Peseux                 | 6412   | +005 794,                  |
| Rochefort              | 6413   | +001 313,                  |
| Saint-Aubin-Sauges     | 6414   | +002 399,                  |
| Vaumarcus              | 6415   | +000268,                   |
| Total                  | Total  | +040 701,                  |